# جاكي نيوتن
جاكي نيوتن (بالإنجليزية: Jackie Newton)‏ (25 مايو 1925 في المملكة المتحدة - 30 يناير 2010) هو لاعب كرة قدم بريطاني (وحمل سابقاً جنسية المملكة المتحدة لبريطانيا العظمى وأيرلندا) في مركز نصف الجناح. لعب مع نادي هارتلبول يونايتد ونيوكاسل يونايتد.